# Redoute de la Part-Dieu
Pour les articles homonymes, voir Part-Dieu (homonymie).
La redoute de la Part-Dieu était un ouvrage, aujourd'hui disparu, de la première ceinture de Lyon.

## Histoire
Construite en 1831 sur le domaine de la Part-Dieu, cette redoute est un appui entre le fort des Brotteaux et le fort Montluc à équidistance desquels elle se situe. De forme pentagonale, un peu à la manière d'un bastion, il possède une poudrière et une caserne à 3 étages, connue plus tard sous le nom de caserne de la Part-Dieu.
En 1844, seule la caserne est conservée. Elle est agrandie pour héberger près de 3 000 hommes et 1 500 chevaux.
En 1864, la construction d'un boulevard requiert la destruction du glacis.
La ville de Lyon, alors sous la tutelle de Édouard Herriot, organise un concours d'architecture pour ériger 2 tours, toutefois ce projet n'aboutira jamais. 
Le ministère de la Défense vend finalement le terrain de la caserne à la ville en 1957.

## Aujourd'hui
Les travaux d'urbanisation d'aménagement du centre commercial de la Part-Dieu commencent en 1968 et entrainent la destruction de la caserne.
L'actuelle rue des Cuirassiers rappelle la proximité de la redoute et la caserne de l'époque.